# خورنووو
خورنووو (به لهستانی:  Hornowo) یک روستا در لهستان است که در گمینا جادکوویتسه واقع شده‌است.